# Capeshøj
Der Capeshøj ist eine große Megalithanlage am Knasterhøjvej, im Ackerland des Bauernhofes „Skiftekær“ in „Ny Gesinge“ auf der Insel Tåsinge in Dänemark. Auf alten Katasterkarten ist der Hügel von „Capes agre“ umgeben. Auf neueren Karten nennt man den gesamten Höhenrücken „Knasterhav“ (auch „Knasterhov“).

## Beschreibung
Das neolithische Hünengrab ist eine Anlage der Trichterbecherkultur (TBK), die zwischen 3500 und 2800 v. Chr. entstand. Sie war noch nicht geschützt, als zwischen 1952 und 1968 mehrere große Steine aus der Einfassung entfernt wurden. Zwischen zweien dieser Steine wurde ein gearbeitetes Stück Feuerstein gefunden. Einige andere Steinwerkzeuge fanden sich auf und um die Anlage. Etwa 30,0 m entfernt vom Hügel fanden sich Spuren von zwei kleineren Anlagen.

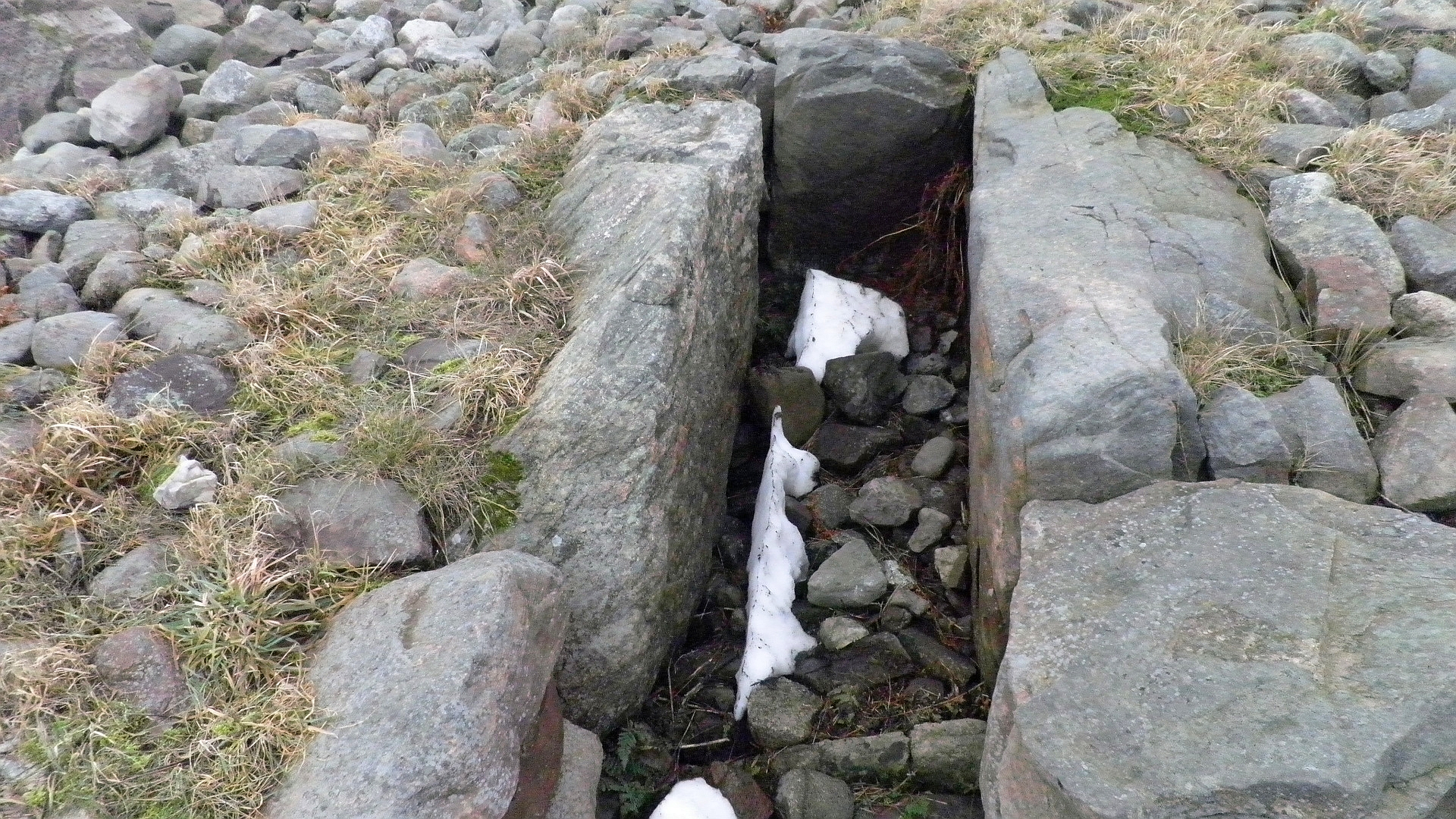
Kammer im Capeshøj

Capeshøj auf Tåsinge ist mit etwa 37,0 m Länge der größte restaurierte Langdysse in der Region Fünen. Das Hünenbett hat 56 Randsteine (1,3 bis 2,6 m hoch) und Trockenmauerwerk. Auf vier Randsteinen befinden sich Schälchen.
Im Jahre 1975 registrierte das Tåsinge-Museum den Capeshøj, von dem eine erhebliche Menge an Relikten stammt. 1976–79 unternahm das Fünen-Stiftsmuseum eine Ausgrabung, bei der eine einzige Kammer gefunden wurde. Die rechteckige Kammer des Urdolmens ist parallel zum Hügel ausgerichtet. Sie ist etwa 1,9 m lang, 0,7 m breit und 1,3 m hoch. Es besteht aus drei Steinen. Am Südende liegt ein Schwellenstein. Zwischen den Seitensteinen befindet sich Trockenmauerwerk.
Am Ende des Hügels brachten während der frühen Bronzezeit, also etwa 1000 Jahre später, Leute mindestens drei Gräber in den mit einer Rollsteinschicht bedeckten Hügel ein. An dieser Seite des Hügels fanden Archäologen eine Feuerstelle, wahrscheinlich aus der späten Bronzezeit. Nach den archäologischen Ausgrabungen wurden die Restaurierung des Capeshøj durchgeführt, und so entstand eines der schönsten Denkmäler im Einzugsgebiet der Insel Fünen.